# L-am ucis pe Einstein, domnilor
L-am ucis pe Einstein, domnilor (în cehă Zabil jsem Einsteina, pánové) este un film SF de comedie cehoslovac din 1969 în regia lui Oldřich Lipský; cu actorii Jiří Sovák, Jana Brejchová, Lubomír Lipský, Iva Janžurová, Petr Čepek și alții. Povestea se învârte în jurul călătoriei în trecut pentru a schimba viitorul. 
Filmările au început în 1968 și a avut premiera în 1969. 
În film, un personaj folosește un dispozitiv care a fost asemănat cu un selfie stick, cu câteva decenii înainte de invenția sa.

## Prezentare
Acțiunea are loc în anul 1999. Omenirea este îngrijorată de situația teribilă care a apărut pe Pământ la sfârșitul secolului. Femeile încep să aibă bărbi și nu pot avea copii, iar la bărbați cresc sânii. Totul din cauza deșeurilor nucleare ale unui nou tip de armă, a cărei idee a fost găsită în lucrările marelui fizician Albert Einstein. ONU convoacă o conferință de oameni de știință care să rezolve problema.
Pentru a ieși din această situație, oamenii de știință propun să construiască o mașină a timpului și să meargă cu ea în 1911 pentru a-l ucide pe Einstein chiar înainte de a începe lucru la teoriile sale.
Dar expediția nu a reușit. Prin urmare, ei trimit încă două expediții în trecut. O nouă problemă apare - în loc de fanatici nucleari, apar fanatici chimici. Paradoxurile timpului încep să apară. Noua „ediție” a poveștii, în care Einstein a murit în 1911, încă mai are nevoie de  multe corecții ...

## Distribuție
- Jirí Sovák - Professor David Moore
- Jana Brejchová - Gwen Williamsová
- Lubomír Lipský - Professor Frank Pech
- Iva Janzurová - Betsy
- Petr Cepek - Albert Einstein
- Radoslav Brzobohatý - Robert
- Svatopluk Benes - Giacometti
- Jan Libícek - Smith
- Viktor Maurer - Snyder
- Milos Kopecký - Wertheim
- Stella Zázvorková - Wertheimová
- Oldrich Musil - Rektor Rath
- Josef Hlinomaz - Velitel policie
- Karel Effa - Zástupce velitele policie
- Josef Bláha - reditel Fizikálního ustávu
- Josef Kemr - Profesor Hughes